# Rodrigo Luna
Rodrigo Maciel de Luna (ur. 24 listopada 1987) – brazylijski judoka.
Srebrny medalista mistrzostw świata w 2011 w drużynie. Startował w Pucharze Świata w 2009, 2011 i 2012. Brązowy medalista igrzysk Ameryki Południowej w 2010 i srebrny w drużynie. Trzeci na mistrzostwach panamerykańskich w 2011 roku. Dwukrotnie na podium mistrzostw Ameryki Południowej.